# 明石家秋刀鱼
明石家秋刀魚（日语：／ Akashiya Sanma，1955年7月1日—），本名杉本高文（すぎもと たかふみ），是日本的落語家、搞笑藝人、演員、主持人。與塔摩利、北野武並稱日本搞笑藝人三巨頭。

## 簡介
- 出生於和歌山縣東牟婁郡古座町（現在的串本町）、生長於奈良縣奈良市。
- 奈良縣立奈良商業高等學校畢業。
- 師從第二代笑福亭松之助，初期藝名為「笑福亭秋刀魚」，後來才改為現在使用的藝名。其中姓氏「明石家」是師傅笑福亭松之助的本姓（本名：明石德三），而名字「秋刀魚」則是因自己老家經營水產加工業而得名。
- 所屬事務所為吉本興業。
- 興趣是高爾夫球、看電視體育賽、賭博（彈珠機和賽馬）、網球。
- 血型B型。公稱身高172cm。

## 私生活
- 1988年與女演員大竹忍結婚，育有一女（IMALU），於1992年離婚。
- 極度的愛犬人士。談話中提到吉娃娃的話題時心情會變好。送過威爾斯柯基犬給女兒當禮物。
- 駕駛執照是於女兒出生後取得。據說是為了不要讓當時為駕駛員的大西秀明失去工作。

## 主要作品
- 航標
- 親愛的爸爸（世界で一番パパが好き）——1998年
- 從天而降億萬顆星星（空から降る一億の星）——2002年
- 二十歲戀人（ハタチの戀人）——2007年
- 靈異教師神眉第7話——2014年11月22日 - 妖怪 怪人赤マント・通称A

## 獲獎記錄
- 1987年 第15回 日本放送演藝大賞
- 1986年 第14回 日本放送演藝大賞
- 1985年 第5回 花王名人大賞 大眾賞
- 1985年 第13回 日本放送演藝大賞 優秀賞
- 1983年 第11回 日本放送演藝大賞 獎勵賞
- 1982年 第2回 花王名人大賞 新人賞
- 1982年 第10回 日本放送演藝大賞（賞）

## 關係特別好的藝人
- ラサール石井
- 木村拓哉